# Circobotys mabillealis
Circobotys mabillealis is een vlinder van de familie van de grasmotten (Crambidae). De wetenschappelijke naam van deze soort is voor het eerst voorgesteld als Stenia mabillealis door Pierre Viette in een publicatie uit 1953.
De soort komt voor op Madagaskar.